# Hydropsyche kebab
Hydropsyche kebab là một loài Trichoptera trong họ Hydropsychidae. Chúng phân bố ở miền Cổ bắc.